# کمیته (فیلم)
کمیته (به انگلیسی: The Committee) نام یک فیلم نوآر مستقل سیاه و سفید بریتانیایی است که موسیقی متن ان توسط گروه پراگرسیو راک پینک فلوید نوشته شده است.

این فیلم دربارهٔ ماجرای یک مرد بدون‌نام (با بازی Paul Jones) است.